# Guaraciaba (Santa Catarina)
Guaraciaba este un oraș în Santa Catarina (SC), Brazilia.